# Cladonia furfuraceoides
Cladonia furfuraceoides Ahti & Sipman, (2002), è una specie di lichene appartenente al genere Cladonia,  dell'ordine Lecanorales.
Il nome proprio deriva in primis dall'aggettivo latino furfuraceus, che significa simile a crusca, e indica quindi che la C. furfuracea ha un aspetto simile a quello della crusca; inoltre il suffisso greco οειδής, cioè -oeidès, che significa somigliante, che sembra, a modello di, sta ad indicare la somiglianza di questa specie con la Cladonia furfuracea.

## Caratteristiche fisiche
Il tallo primario è persistente o evanescente, formato da squamule imbricate da 1,5 a 3 millimetri di spessore, con lobi arrotondati di 0,5 millimetri di spessore. I podezi, alti da 1 a 4 centimetri e di diametro fra 0,5 e 2 millimetri, sono grigio-biancastri, appena bruniti, chiaramente melanotici alla base; sprovvisti di ramificazioni o con ramificazioni sparse per dicotomia, hanno gli assili chiusi e gli scyphi subulati, spessi da 0,7 a 1,5 millimetri, di norma uno per podezio. La superficie dei podezi è largamente decorticata, di forma un po' aracnoide, con piccole verruche che contengono glomeruli algali; parzialmente o densamente squamulosa, le squamule sono di forma allungata, circa 0,5 x 2 millimetri, deflesse, fragili e alquanto deiscenti.
I conidiomi sono comuni ai margini degli scyphi e occasionali sulle squamule dei podezi; di forma da sferica a piriforme, fortemente aderenti alla base, contengono gelatina di colore ialino. I dischi imeniali sono frequenti, di colore bruno scuro e formano agglomerati.
All'esame cromatografico sono state rilevate quantità di acido fumarprotocetrarico, acido confumarprotocetrarico e acido protocetrarico, con tracce di acidi convirensici e atranorina.
Il fotobionte è principalmente un'alga verde delle Trentepohlia.

## Habitat
Cresce su suolo sabbioso, in spazi aperti e savane arbustive, essendo un colonizzatore attivo delle distese di sabbia bianca e terreni di sabbie e pietre.

## Località di ritrovamento
La specie è stata rinvenuta nelle seguenti località:
- Brasile (Amazonas, Roraima);
- Colombia (Amazonas);
- Venezuela (Amazonas, Bolívar);
- Guyana, regione di Cuyuni-Mazaruni[1]

## Tassonomia
Questa specie appartiene alla sezione Cladonia. 
Fino al 2000 veniva considerata C. furfuracea, ulteriori studi hanno permesso di determinare tratti distintivi: entrambe le specie hanno squamule sui podezi, ma nella C. furfuraceoides non sono isidoidi, ma larghe e piane. Inoltre la furfuraceoides ha le parti basali con un midollo fortemente annerito e il podezio è corto invece che alto e snello come nella C. furfuracea.
A tutto il 2008 non sono state identificate forme, sottospecie e varietà.